# Krysten Ritter
Krysten Alyce Ritter (Bloomsburg, 16 de dezembro de 1981) é uma atriz estadunidense. Depois de uma primeira temporada como modelo, ela apareceu na série de mistério noir da UPN, Veronica Mars (2005–2006), e na série de comédia dramática da CW, Gilmore Girls (2006–2007). Seu papel de destaque foi o de Jane Margolis na série dramática da AMC, Breaking Bad (2009–2010), personagem que ela reprisou no filme spinoff El Camino (2019). Ela foi a atração principal da sitcom da ABC, Don't Trust the B---- in Apartment 23 (2012–2013) antes de interpretar a personagem Jessica Jones na série de super-herói Jessica Jones (2015–2019) e na minissérie The Defenders (2017), ambas ambientadas no Universo Cinematográfico Marvel. Ela também apareceu na minissérie do Max, Love & Death (2023).
Os primeiros papéis de Ritter no cinema incluem as comédias românticas 27 Dresses (2007), What Happens in Vegas (2008), Confessions of a Shopaholic (2009) e She's Out of My League (2010). Ela escreveu, coproduziu e estrelou a comédia Life Happens (2011). Isso foi seguido por papéis na comédia de terror Vamps (2012), na comédia dramática Listen Up Philip (2014), na continuação de Veronica Mars (2014), no drama biográfico Big Eyes (2014), na comédia dramática The Hero (2017) e na fantasia sombria Nightbooks (2021).
Além de atuar, Ritter é cantora e guitarrista da dupla de indie rock Ex Vivian, e lançou o romance de suspense psicológico Bonfire em 2017.

## Biografia
Ritter cresceu em uma fazenda de gado perto Shickshinny, Pensilvânia, onde sua mãe, padrasto e irmã vivem. Seu pai mora na cidade vizinha, Benton. A atriz tem ascendência alemã, escocesa e inglesa.

## Carreira
Como atriz, é melhor conhecida pelo seu aclamado papel como “Jane” no hit da AMC Breaking Bad (2008) e como a personagem “Chloe” em Don’t Trust the B—- in Apartment 23 (2012), da emissora ABC. Krysten estrela a série da Netflix Marvel’s Jessica Jones como a personagem título; uma super heroína tentando superar seu passado obscuro. Ela reprisou o papel na série ‘The Defenders’, também da Netflix.
Krysten atuou também ao lado de Amy Adams no filme Big Eyes (2014) e em Listen Up Phillip (2014). Ela estrelou, co-escreveu e co-produziu a comédia indie L!fe Happens (2011).
Além da carreira como atriz, Krysten tem bons olhos para a moda e foi co-estilista de um vestido com Corey Lynn Carter. Ela colaborou com Alice + Olivia para criar uma pequena coleção de sapatos, refletindo o jeito girlie pessoal de Ritter. Ela foi a estrela da campanha Outono 2009 e 2010 da Banana Republic; além de membro de uma banda chamada ‘Ex Vivian’, que lançou um disco em 2012 e tem faixas colaborativas para projetos como ‘The Road With In’, dirigido por Gren Wells.

## Vida pessoal
Ritter mudou-se do Brooklyn para Los Angeles em 2007. Ela canta e toca guitarra em uma banda chamada Ex Vivian. Ela também promove direitos dos animais e posou para o PETA em um anúncio de aviso em 2013 para campanha donos dos perigos de deixar cães em carros durante o verão.
Ritter está em um relacionamento com o guitarrista Adam Granduciel.

## Filmografia

### Cinema
| Ano  | Título                          | Papel                | Notas                         |
| ---- | ------------------------------- | -------------------- | ----------------------------- |
| 2001 | Someone Like You                | Modelo               | Não creditada                 |
| 2002 | Freshening Up                   | Garota no sofá       | Curta-metragem                |
| 2002 | Garmento                        | Modelo de Poncho     |                               |
| 2003 | The Look                        | Mara                 |                               |
| 2003 | Mona Lisa Smile                 | Estudante de Arte    |                               |
| 2005 | Slingshot                       | Beth                 |                               |
| 2007 | Heavy Petting                   | Espectadora inocente |                               |
| 2008 | The Last International Playboy  | Ozzy                 |                               |
| 2008 | 27 Dresses                      | Gina, a Gótica       |                               |
| 2008 | What Happens in Vegas           | Kelly                |                               |
| 2009 | Glock                           | Beretta              | Curta-metragem                |
| 2009 | Confessions of a Shopaholic     | Suze Cleath-Stuart   |                               |
| 2010 | She's Out of My League          | Patty                |                               |
| 2010 | How to Make Love to a Woman     | Lauren               |                               |
| 2011 | Killing Bono                    | Gloria               |                               |
| 2011 | Life Happens                    | Kim                  | Também produtora e roteirista |
| 2011 | Margaret                        | Vendedora            |                               |
| 2012 | BuzzKill                        | Nicole               |                               |
| 2012 | Vamps                           | Stacy Daimer         |                               |
| 2012 | Refuge                          | Amy                  |                               |
| 2014 | Listen Up Philip                | Melanie              |                               |
| 2014 | Veronica Mars                   | Gia Goodman          |                               |
| 2014 | Asthma                          | Ruby                 |                               |
| 2014 | Search Party                    | Christy              |                               |
| 2014 | Big Eyes                        | DeAnn                |                               |
| 2017 | The Hero                        | Lucy Hayden          |                               |
| 2019 | El Camino: A Breaking Bad Movie | Jane Margolis        |                               |
| 2021 | Nightbooks                      | Natacha              |                               |
| 2024 | Sonic the Hedgehog 3            | Diretora Rockwell    |                               |

### Televisão
| Ano       | Título                                | Papel                            | Nota                                                          |
| --------- | ------------------------------------- | -------------------------------- | ------------------------------------------------------------- |
| 2004      | Whoopi                                | Bryn                             | Episódio: "The Squatters"                                     |
| 2004      | One Life to Live                      | Kay                              | 4 episódios                                                   |
| 2004      | Law & Order                           | Tracy Warren                     | Episódio: "Everybody Loves Raimondo's"                        |
| 2004      | Tanner on Tanner                      | Vendedora                        | 2 episódios                                                   |
| 2005      | Jonny Zero                            | Quinn                            | Episódio "Pilot"                                              |
| 2005–2006 | Veronica Mars                         | Gia Goodman                      | 8 episódios                                                   |
| 2006      | The Bedford Diaries                   | Erin Kavenaugh                   | 2 episódios                                                   |
| 2006–2007 | Gilmore Girls                         | Lucy                             | 8 episódios                                                   |
| 2006–2007 | 'Til Death                            | Allison Stark                    | 5 episódios                                                   |
| 2006      | Justice                               | Eva                              | Episódio: "Christmas Party"                                   |
| 2007      | Big Day                               | Ellen                            | Episódio: "The Ceremony"                                      |
| 2009–2010 | Breaking Bad                          | Jane Margolis                    | 9 episódios                                                   |
| 2009      | Gossip Girl                           | Jovem Carol Rhodes               | Episódio: "Valley Girls"                                      |
| 2009      | Woke Up Dead                          | Cassie                           | Web series; 22 episódios                                      |
| 2010      | Gravity                               | Lily Champagne                   | Principal; 10 episódios                                       |
| 2011      | Love Bites                            | Cassie                           | Episódio: "Firsts"                                            |
| 2012–2013 | Don't Trust the B---- in Apartment 23 | Chloe                            | Papel principal; 26 episódios                                 |
| 2013      | Robot Chicken                         | Dana Polk (voz)                  | Episódio: "Immortal"                                          |
| 2013      | The Cleveland Show                    | Gina (voz)                       | Episódio: "California Dreamin' (All the Cleves Are Brown)"    |
| 2013      | The Eric Andre Show                   | Ela mesma                        | Episódio: "Krysten Ritter; Dominic Monaghan"                  |
| 2015      | The Blacklist                         | Rowan / Nora Mills               | Episódio: "Lord Baltimore"                                    |
| 2015–2019 | Jessica Jones                         | Jessica Jones                    | Papel principal; 39 episódios                                 |
| 2016      | Comedy Bang! Bang!                    | Ela mesma                        | Episódio: "Krysten Ritter Wears a Turtleneck and Black Boots" |
| 2017      | The Defenders                         | Jessica Jones                    | Elenco principal; minissérie; 8 episódios                     |
| 2022      | The Simpsons                          | Sheila Redfield (voz)            | Episódio: "Meat Is Murder"                                    |
| 2023      | Love & Death                          | Sherry Cleckler                  | Papel principal; 7 episódios                                  |
| 2024      | Orphan Black: Echoes                  | Lucy / Jovem Dra. Eleanor Miller | Papel principal; 10 episódios                                 |
| 2025      | Dexter: Resurrection                  | Mia Lapierre                     |                                                               |
| 2026      | Daredevil: Born Again                 | Jessica Jones                    | Filmando; 2ª temporada                                        |

### Como diretora
| Ano  | Título                | Nota                              |
| ---- | --------------------- | --------------------------------- |
| 2019 | Jessica Jones         | Episódio: "A.K.A. You're Welcome" |
| 2021 | The Girl in the Woods | 4 episódios                       |

### Áudio
| Ano  | Título                                       | Personagem        | Nota                     | Ref. |
| ---- | -------------------------------------------- | ----------------- | ------------------------ | ---- |
| 2018 | Modern Love                                  | Ela mesma         | Episódio: "R We D8ting?" |      |
| 2021 | The Coldest Case                             | Patti Harney      | 8 episódios              |      |
| 2023 | Hunting Game                                 | Esme "Es" Compran | Original audível         |      |
| 2024 | The Coldest Case: The Past Has A Long Memory | Patti Harney      | 6 episódios              |      |

### Vídeo clipes
| Ano  | Título                           | Artista          | Nota     |
| ---- | -------------------------------- | ---------------- | -------- |
| 1999 | "Waffle"                         | Sevendust        | Extra    |
| 2000 | "Could I Have This Kiss Forever" | Whitney Houston  | Extra    |
| 2017 | "Holding On"                     | The War on Drugs | Conceito |